# Wilhelm Moldenhauer
Carl Wilhelm Aenotheo Moldenhauer (* 14. Mai 1845 in Carwitz, Mecklenburg-Strelitz; † 16. Februar 1898 in Meran, Südtirol) war ein deutscher Mediziner und Hochschullehrer in Leipzig.

## Leben
Nach dem Abitur in Rostock studierte Moldenhauer ab Sommer 1867 Medizin in Greifswald, Halle (Saale), Würzburg und Leipzig. In Greifswald gehörte er der Greifswalder Burschenschaft Rugia und in Halle der Burschenschaft Germania an. Am Deutsch-Französischen Krieg von 1870/71 nahm er als Unterarzt im 12. Königlich-Sächsischen Artillerie-Regiment teil. Nach seiner Approbation 1872 beschäftigte er sich mit der Frauen- und Kinderheilkunde als Assistent an der „Geburtshülflichen Klinik“ in Leipzig, wandte sich aber später dem Studium der Ohren-, Hals- und Nasenkrankheiten zu. 1874 wurde er erster Assistent für Ohrenheilkunde an der chirurgischen Universitäts-Poliklinik Leipzig und leitete zuletzt eine private Klinik. Mit seiner Habilitation 1879 erhielt er die Lehrbefugnis für Otologie und Laryngologie. 1893 wurde Moldenhauer zum außerordentlichen Professor an der Universität Leipzig ernannt. Mitte Februar 1898 starb er in Meran.

## Werk
Zu seinen Arbeiten zählten Studien über den Bau der Paukenhöhle und ihrer Nebenhöhlen, über vergleichende Histologie des Trommelfells, über das Hören bei Neugeborenen, Ohrerkrankungen bei Influenza, Cholesteatome sowie Fremdkörperbeseitigung aus dem Ohr.

## Veröffentlichungen (Auswahl)
- Chirurgie und Geburtshilfe, Promotionsarbeit, Leipzig, 1872
- Vergleichende Histologie des Trommelfells. In: European Archives of Oto-Rhino-Laryngology 13, 1878, S. 113–162
- Die Krankheiten der Nasenhöhlen, ihrer Nebenhöhlen und des Nasenrachenraumes mit Einschluss der Untersuchungstechniken. F.C.W. Vogel, Leipzig 1886